# Império Uolofe
```
   |-
       |
Erro:
:  
valor não especificado para "
nome_comum
"
```

O império Uolofe ou Jalofo (Wolof) foi um estado da África Ocidental que governou partes do Senegal de 1350 a 1549. Depois da batalha de Danki (1549), seus estados vassalos adquiriram a independência integralmente ou de facto. A partir de então, o estado Uolofe passou a ser conhecido como Reino Uolofe. Este viria a ser em grande parte conquistado pelo Imamato de Futa Jalom em 1875, e seus territórios seriam plenamente incorporados à África Ocidental Francesa por volta de 1890.

## História
Entre o fim do século XII e início do XIII, o império foi fundado pelo clã Ndiaye. Segundo as tradições uolofes, o fundador do estado e posteriormente império foi o provavelmente mítico Ndiadiane Ndiaye (Njaajaan Njaay). Segundo uma tradição, Ndiadiane era o primeiro e único filho do nobre e santo berbere almorávida Abu Becre ibne Omar e de uma princesa tuculor, Fatumata Sal ,essa história é provavelmente um mito posterior ao Império Uolofe. O império englobava os estados de Caior, Baol, Sine, Salum, uma parte de Futa-Toro, e Bambuque. Todas estas regiões pertencem à região da Senegâmbia e também abrangiam parte da Mauritânia atual.
Depois de englobar quase a totalidade do norte e centro da Senegâmbia, o império foi extinto em 1549, com a morte do último imperador uolofe, Lélé Fuli Fak Ndiaye, na batalha de Danki, que aconteceu perto da cidade de Diurbel, na antiga região do Baol. Ele foi assassinado por Amari Ngoné Sobel Fall, filho de Déthié Fou Ndiogou Fall (chefe da região do Caior à época e que viria se tornar o primeiro damel, "rei", do Caior).
Outra causa da dissolução do império foi a conquista do reino de Namandiru, vassalo do império, pelo conquistador denianquê de Futa-Toro Coli Tenguela . A partir de então, os reinos que constituíam o império foram, um a um, se tornando independentes, reduzindo o império à condição de um reino situado no centro do país. Outra causa da dissolução do império foi a jiade tuculor, sobretudo durante o século XIX sob a liderança dos marabutos Maba Diacu Ba (descendente de Coli Tenguela e discípulo de Alhaje Omar Tal) e Amadu Xeique, que conseguiram impor domínio sobre os uolofes por quatro anos, além das raides mouras. 
Na segunda metade do século XIX, os colonos franceses progressivamente anexaram todos os reinos do Senegal. O reino uolofe foi o último reino senegalês a ser anexado, por ação de Louis Faidherbe. O último burba (rei) uolofe foi Alboury Ndiaye.

## Administração
O império era administrativamente dividido em lamanatos, cada um controlado por um lamane. Os lamanatos eram mais ou menos divididos em comunas, e o chefe de todos os lamanes era o kangame, que fazia parte dos notáveis que elegiam o novo rei. A capital original do império era a vila de Thieng, porém, após o esfacelamento do império, a capital foi transferida para Yang-yang. Em cada lamanato, eram construídas fortalezas (tata). Do ponto de vista da economia, o império vivia do comércio transaariano. Uma das causas do fim do império foi justamente o poderio econômico que os reinos constituintes do império adquiriram com o comércio transaariano.

## Religião
No império, coexistiam muçulmanos e adeptos da tradição ceddo, religião original dos uolofes. O islamismo penetrou no império através de marabutos mandingas/soninquês, tuculores (fulas) e mouros. A região é, até hoje, reduto da confraria muçulmana Qadiriyya, a mais antiga da África Ocidental e talvez de todo o mundo muçulmano. 

## Etnias e línguas
Duas etnias predominavam no impérioː os uolofes e os fulas. Já as duas línguas predominantes eram a uolofe e a fula. Também viviam, no império, mandingas e mourosː estes últimos, grandes criadores de cavalos e artesãos de couro.

## Organização social
O império era dominado pela etnia uolofe. A sociedade era hierarquizada e dividida em castas. No topo da hierarquia, estavam os geer (nobres). Dentro desta casta, estavam os garmi, que eram a aristocracia elegível para exercer a realeza. Esta casta detinha o poder político e temporal. Tradicionalmente, a nobreza pertencia à religião ceddo, mas, com a islamização no século XIX, ela acabou por se converter inteiramente ao islamismo. 
Em seguida, vinham os jaam buur, donos de terras e ricos comerciantes, e os serin, marabutos frequentemente de etnia soninquê que detinham o poder espiritual e eram muito respeitados pelo rei e pela aristocracia. Os jaambuur eram geralmente das etnias fulas e sererês, e constituíam a maior parte da população. 
Em seguida, vinha a casta dos nyenyo, que se dividia segundo a profissãoː tegg (ferreiros e oleiros), laobé (artesãos de madeira), rabb (tecelões), woudé (trabalhadores do couro), guéweul (griôs). 
Na base da escala social, estavam os jaam, escravos. Eles adotavam o patronímico da família nobre a qual serviam. Existiam três tipos de escravosː os Jaami juddu (criados domésticos que nasciam dentro da propriedade familiar); os Jaami Buur (literalmente, "criados do rei"ː possuidores de um status especial, forneciam a maior parte dos soldados do império); e os Jaami Sayoor, prisioneiros de guerra dedicados exclusivamente a serem vendidos. Os escravos possuíam um terreno próprio onde viviam e criavam suas famílias, porém eles permaneciam sob o domínio da família a qual serviam.
Os uolofes praticavam uma intensa endogamia, e os casamentos somente ocorriam dentro da mesma casta e classe social.
Existiam muitos conflitos dentro da sociedadeː conflito entre agricultores uolofes sedentários e pastores fulas nômades, conflito entre confrarias... enfim, conflitos políticos com contornos étnicos.

## Lista dos reis uolofes (Burba)
- Ndiadiane Ndiaye (1350-1370)
- Sare Ndiaye (1370-1390)
- NDiklam Sare Ndiaye (1390-1420)
- Tioukouli NDiklam Ndiaye (1420-1440)
- Leeyti Tioukouli Ndiaye (1440-1450)
- Ndièlene Mbey Leeyti Ndiaye (1450-1465)
- Birahim Ndieme Eter Ndiaye (1465-1481)
- Tase Daagulen Ndiaye (1481-1488)
- Birahim Kuran Kan Ndiaye (1488-1492)
- Boukaar Biye Sungoule Ndiaye (1492-1527)
- Birayma Ndieme Kumba Ndiaye (1527-1543)
- Leelé Fouli Fak Ndiaye (1543-1549)
- Al Bouri Penda Ndiaye (1549-1566)
- Laat-Samba Ndiaye (1566-1597)
- Gireun Bouri Dyelen Ndiaye (1597-1605)
- Birahim Penda Ndiaye (1605-1649)
- Birahim Mba Ndiaye (1649-1670)
- Bakar Penda Ndiaye (1670-1711)
- Baakane Tam Gane Ndiaye (1711-1721)
- Al Bouri Diakher Ndiaye (1721-1740)
- Birayamb Ndiaye (1740-1748)
- Birawa Keme Ndiaye (1748-1750)
- Laat Kodou Ndiaye (1750-1755)
- Baka Tam Bouri Niabou Ndiaye (1755-1763)
- Mba Kompass Ndiaye (1763-1800)
- Mba Bouri Niabou Ndiaye(1800-1818)
- Birayamb Koumba Gueye Ndiaye (1818-1838)
- Al Bouri Tam Ndiaye (1838-1845)
- Baka Kodou Ndiaye (1845-1847)
- Birayamb Arame Ndiaye (1847-1849)
- Birahima Penda Ndiaye (1849)
- Mbanyi Paate Ndiaye (1849)
- Lat-Kodou Ndiaye (1849)

(vacância temporária do poder)
- Birayamb Madjiguène Ndiaye (1850-1855)
- Al Bouri Peya Ndiaye (1855-1856)
- Baakane Tam Yaago Ndiaye (1856-1858)
- Taanor Dieng(1858-1863)
- Baakane Tam Khaari Ndiaye (1863-1871)
- Amadou Cheikhou Bâ(1871-1875)
- Alboury Ndiaye (1875-1890)